# Schiavi di Abruzzo
Schiavi di Abruzzo is een gemeente in de Italiaanse provincie Chieti (regio Abruzzen) en telt 1265 inwoners (31-12-2004). De oppervlakte bedraagt 45,3 km², de bevolkingsdichtheid is 31 inwoners per km².

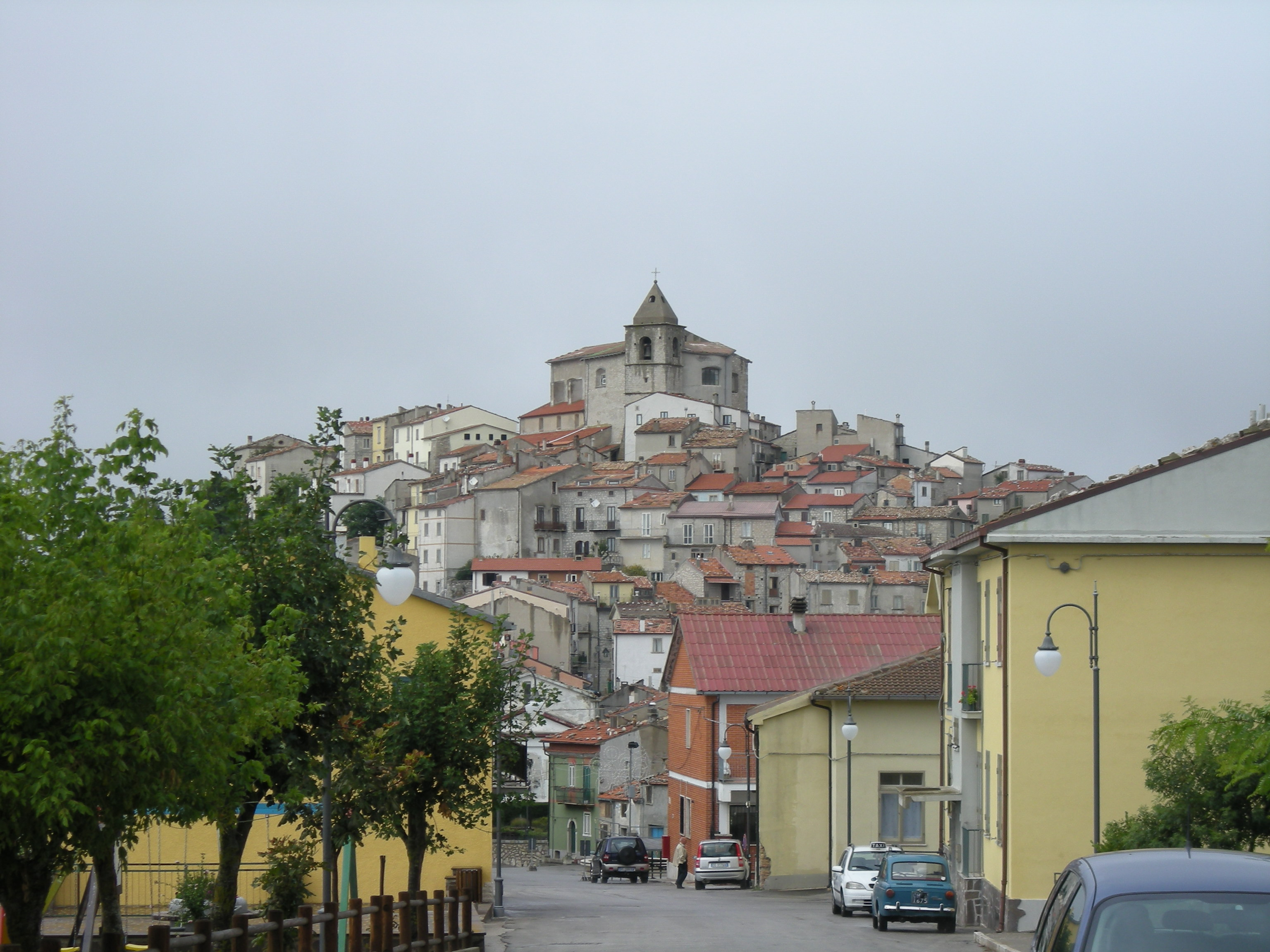
Schiavi di Abruzzo
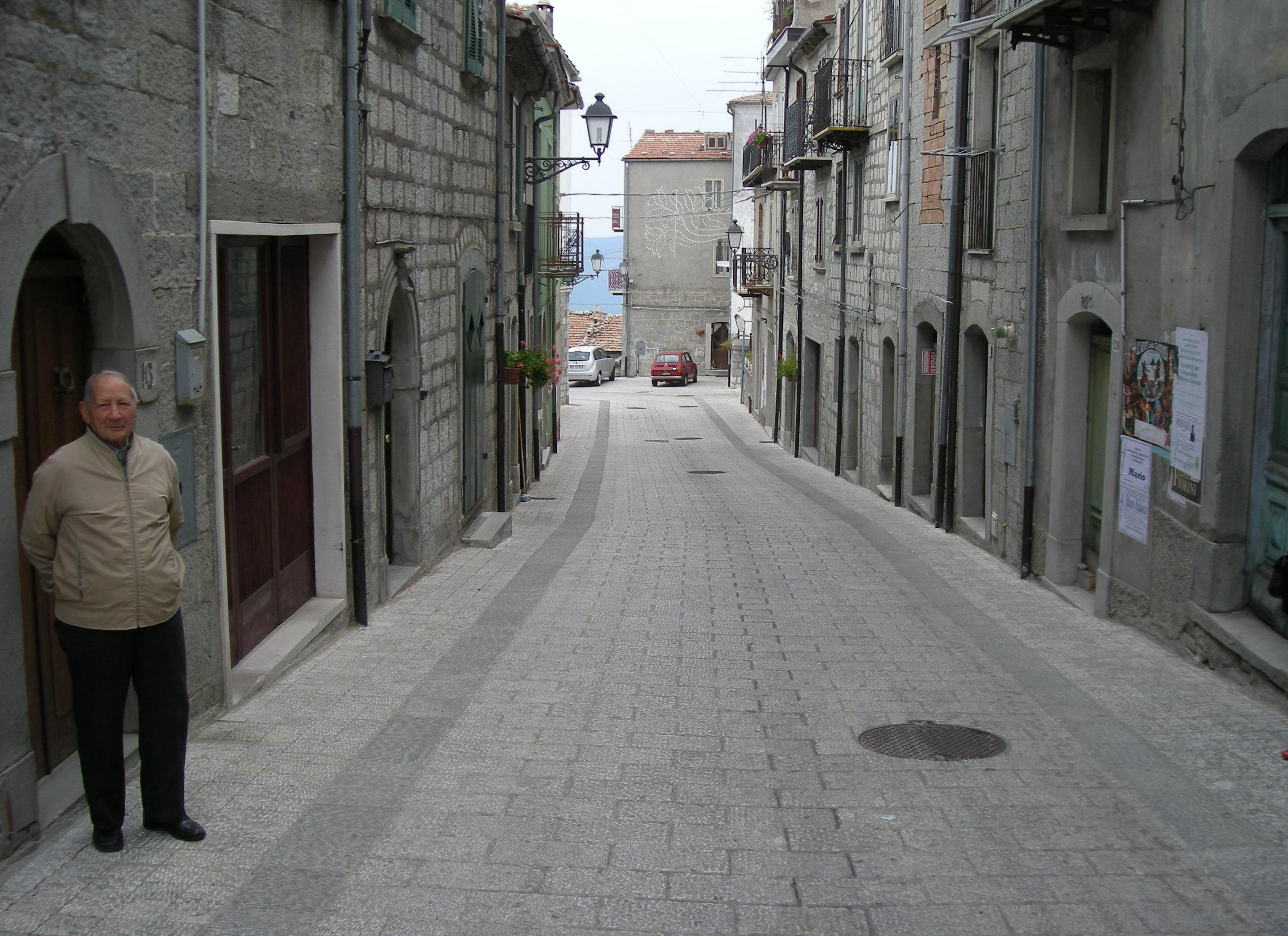
Hoofdstraat

## Demografie
Schiavi di Abruzzo telt ongeveer 752 huishoudens. Het aantal inwoners daalde in de periode 1991-2001 met 28,6% volgens cijfers uit de tienjaarlijkse volkstellingen van ISTAT.
| Jaar | Inwoneraantal |
| ---- | ------------- |
| 1991 | 1965          |
| 2001 | 1403          |

## Geografie
Schiavi di Abruzzo grenst aan de volgende gemeenten: Agnone (IS), Belmonte del Sannio (IS), Castelguidone, Castiglione Messer Marino, Poggio Sannita (IS), Salcito (CB), Trivento (CB).